# Репакуші
Репакуші́ (рос. Репакуши, ерз. Репакуж) — селище у складі Чамзінського району Мордовії, Росія. Входить до складу Пічеурського сільського поселення.

## Населення
Населення — 17 осіб (2010; 33 у 2002).
Національний склад (станом на 2002 рік):
- мордва — 94 %